# Yaqin
Yaqin (یقین) è generalmente tradotto come certezza, ed è considerata la massima fra le molte stazioni che completano il sentiero walaya (talvolta tradotto Santità). In essa si racchiude l'esperienza della liberazione nell'Islam. Dal punto di vista esoterico la Certezza corrisponde alla vita religiosa nella sua perfezione (ehsân), ovvero all'adorazione di Allah secondo i dettami della Rivelazione; seguendo questa via si adempie al pilastro dell'Islam riguardante le pratiche esteriori, fondamenta della fede (iman) nell'interiorità.  Infatti l'ihsân (comportamento corretto) fornisce alla pratica esteriore della religione il suo vero significato e alla fede i suoi reali valori.
La Certezza (al-yaqîn) comprende tre gradi.

## Fasi

### Ilm al-yaqîn (conoscenza della Certezza)
Il primo grado è chiamato ‘ilm al-yaqîn (conoscenza della Certezza), che indica come la Certezza sia il risultato della conoscenza. A questo livello l'oggetto della Certezza è la conoscenza così come lo scopo della conoscenza è la Certezza. Entrambe si trovano nell'anima, essendo la Certezza il primo grado della vita spirituale e la conoscenza l'ultimo dell'esperienza speculativa. Questo particolare grado del yaqîn mistico è il risultato di teofanie divine in atto al livello dell'esistenza ed anche di teofanie di luci di natura al livello della gnosi.

### Ayn al-yaqîn (L'Occhio della Certezza)
Il secondo grado di yaqîn è ciò che si chiama nella terminologia Sufi ayn al-yaqîn (L'Occhio della Certezza), ovvero Certezza come conseguenza di contemplazione e visione. A questo livello, l'oggetto della Certezza è presente dinnanzi allo gnostico e non è solo un concetto speculativo. Qui la conoscenza viene comunemente chiamata ilm-e-huzuri (Presenza di conoscenza), ed è questo il secondo aspetto della Certezza sulla via spirituale e nell'esperienza della liberazione. Con questo tipo di conoscenza, l'uomo della Via si distingue dai filosofi e dagli studiosi. Questo particolare grado di Certezza spirituale è il risultato di divine teofanie degli Attributi a livello dell'esistenza, come a livello di gnosi è il risultato di teofanie di luci dell'intelletto.

### Haqq al-yaqîn (la totale realtà della Certezza)
Infine l'ultimo grado di yaqîn è chiamato haqq al-yaqîn (la totale realtà della Certezza), ovvero Certezza come suprema verità. Qui la Certezza ha un particolare colore: è il frutto di un'esperienza omnicomprensiva perché l'oggetto della Certezza è identico a colui che lo sperimenta, essendo la conoscenza trasformata in una reale esperienza e la reale esperienza nella conoscenza. In questa fase infatti, la conoscenza non è limitata dall'intelletto, né alla visione di chi la contempla, ma diventa una con l'essere umano. Questa è la fase finale del yaqîn, l'apoteosi del viaggio spirituale e intellettuale. Questo alto grado della Certezza per i Sufi è l'effetto dell'Emanazione delle divine teofanie nell'Essenza nel suo piano esistenziale e della diffusione della Luce delle luci al livello delle teofanie della gnosi.